# Eparchie isilkulská
Eparchie Isilkul je eparchie ruské pravoslavné církve nacházející se v Rusku.

## Území a titul biskupa
Zahrnuje správní hranice území Isilkulského, Ljubinského, Moskalenského, Nazyvajevského, Novovaršavského, Oděsského, Pavlogradského, Poltavského, Russko-Poljanského a Šerbakulského rajónu Omské oblasti.
Eparchiálnímu biskupovi náleží titul biskup isilkulský a russko-poljanský.

## Historie
Eparchie byla zřízena rozhodnutím Svatého synodu 6. června 2012 oddělením území z omské eparchie. Stala se součástí nově vzniklé omské metropole.

## Seznam biskupů
- 2012–2014 Vladimir (Ikim), dočasný správce
- od 2014 Teodosie (Gaju)